# Jelena Ovtjinnikova
Jelena Valerjevna Ovtjinnikova (ryska: Елена Валерьевна Овчинникова), född den 17 juli 1982 i Moskva i Ryska SFSR i Sovjetunionen (nu Ryssland), är en rysk konstsimmare.
Hon tog OS-guld i lagtävlingen i konstsim i samband med de olympiska konstsimstävlingarna 2008 i Peking.